# SuperBASIC
Il SuperBASIC è una versione avanzata del linguaggio di programmazione BASIC che include molti costrutti della programmazione strutturata. 

## Storia
Fu sviluppato da Jan Jones presso Sinclair Research nei primi anni ottanta per un home computer denominato SuperSpectrum, che era all'epoca in fase di sviluppo. Il progetto fu in seguito annullato ma lo sviluppo del SuperBASIC fu portato a termine e incluso nella ROM del firmware del personal computer Sinclair QL, presentato nel gennaio del 1984, e usato anche come interprete di comandi per il sistema operativo QDOS del QL.